# Zoe Večernice
Zoe Večernice je fiktivní postava z knih Ricka Riordana Percy Jackson a Olympané. Zoe je bývalá hesperidka. Provinila se tím, že chtěla pomoci hrdinu Héraklovi přemoci draka hlídajícího zlatá jablka nesmrtelnosti. Darovala mu svoji sponu nesmrtelnosti a on z ní udělal meč, který nyní nosí Percy. Když to zjistil její otec, vyhnal ji a zapřel, že někdy existovala. Přes 2 tisíce let byla vůdkyní Lovkyň v Artemidině nepřítomnosti. Jejím otcem je titán Atlas, který ji ve 3. díle zabil, stejně jak předpověděla věštba Orákula. Stalo se to, když Zoe chtěla osvobodit svoji paní bohyni Artemis, která se jí za to odvděčila tak, že na nebi vytvořila nové souhvězdí "Dívka s lukem" na její počest.
Se Zoe se poprvé setkáváme ve třetím díle Percy Jackson a Prokletí Titánů, když v čele Lovkyň zažene nestvůru mantichoru, se kterou právě bojují Percy a jeho přátelé. Poté co Lovkyně ošetří raněné, nabídne Artemis Biance di Angelo místo u Lovkyň, což Bianca přijme. Artemis se poté rozhodne, že sama půjde pátrat po velké neznámé nestvůře, která by mohla zničit Olymp. Zoe ji prosí, aby mohla jít s ní, ale Artemis ji pošle s ostatními Lovkyněmi do Tábora polokrevných, kde budou obývat Artemidin srub. Zoe z toho vůbec není nadšená, jelikož nemá ráda kluky a Thálii, se kterou se věčně hádá. Do Tábora je odveze Artemidin bratr bůh slunce Apollón. V Táboře Lovkyně zvítězí nad Táborníky v boji o vlajku, počemž se Percy s Thálií pohádají. Hádku ale přeruší příchod Orákula, které vyvěští, že pět hrdinů se vydá zachránit bohyni Artemis, přičemž tato skupinka bude namixovaná z táborníků i Lovkyň. Věštba také řekne, že jeden člen je opustí v pustině, jednoho člena potká Prokletí titánů, a jeden člen zahyne rukou svého rodiče. Do skupiny je vybrána Zoe, Bianca, Thálie, Grover a Lovkyně Phoebe. Phoebe vinnou bratří Stollových onemocní, ale nového člena Zoe nevybere. Percy se rozhodne, že s nimi tajně půjde taky, přičemž ho po odhalení Zoe přijme do party. Společně bojují proti nestvůrám, ale jakýsi ,Generál' Kronovy armády na ně poštve nemrtvé kostlivce. V poušti ztratí Biancu v boji s nepovedeným strojem. Nakonec se ale dostanou k hoře Tamalpais, kde je vězněna Annabeth a Artemis. Zde bojují proti Kronově armádě a ,Generálovi', který se ukáže být titánem Atlasem, Zoiným otcem. Percy převezme od Artemis ,Prokletí titánů', kterým je držení oblohy, aby mohla Artemis bojovat s Atlasem. Při boji Atlas Zoe smrtelně zraní a ona podle proroctví umírá rukou svého otce. Artemis s Percym Atlase přelstí a navrátí mu držení oblohy. Artemis následně Zoe jako souhvězdí umístí na oblohu.